# قلعة سنغي (فريمان)
قلعة سنغي (بالفارسية: قلعه‌سنگی) هي قرية تقع في قسم بالابند الريفي في إيران. يقدر عدد سكانها بـ 474 نسمة .